# Проблема незащищённого узла
В беспроводных сетях проблема незащищенного узла возникает, когда узел ошибочно считает, что не может осуществлять передачу другим узлам из-за соседнего передатчика. Возьмем для примера 4 узла, названные R1, S1, S2 и R2; два приёмника R1 и R2 находятся за пределами видимости друг друга, в то время как два передатчика S1 и S2 находятся посередине, видят друг друга и один из приёмников. Тогда в случае передачи между S1 и R1 узел S2 не сможет передавать на R2, так как он решит, что вмешается в передачу своего соседа S1; однако, передающий узел S2 физически не может ухудшить качество приема узлом R1 информации от S1, т. к. R1 находится вне зоны "видимости" передатчика S2. Для того, чтобы увеличить пропускную способность всей совокупной системы четырёх узлов из нашего примера, узлу S2 должно быть разрешено передавать без вмешательства в идущую передачу между S1 и R1.
Решение в использовании механизма IEEE 802.11 RTS/CTS: когда узел слышит RTS (запрос на передачу) с соседнего узла, но не слышит соответствующего CTS (разрешения на передачу) от принимающего узла, этот узел может считать себя незащищенным узлом и иметь возможность передавать на другие узлы.